# 瓦西里·達尼洛維奇·波亞爾科夫

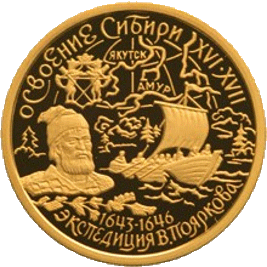
瓦西里·達尼洛維奇·波亞爾科夫

瓦西里·達尼洛維奇·波亞爾科夫（俄语：Василий Данилович Поярков），俄罗斯探险家。他是第一个探索黑龙江流域的俄罗斯人。
1640年，波亚尔科夫在雅库茨克担任一名负责记录与通信的官员。1643年6月，他奉雅库茨克总督之命，率领133人出发，探查未知地域。波亚尔科夫探查了勒拿河、阿尔丹河、乌丘尔河和戈纳姆河。他在斯塔诺沃耶高地留下49人，自己带领剩余的人向南前进。他在结雅河流域遇上了达斡尔族，在那里建立了自己的军营。由于这群俄罗斯人态度恶劣，与达斡尔人发生激烈地冲突。波亚尔科夫一众开始偷窃当地人的食物，甚至吃被俘虏当地人的肉。
由于缺乏粮食，到1644年春，一众人只剩下了40人。他们同留在斯塔诺沃耶高地的49人会合，沿着黑龙江而下，到达尼夫赫人的地区。由于他们臭名昭著，一路上受到土著的伏击和追杀，不得不放弃原路返回的计划。1645年，他们乘船自黑龙江出发进入了鄂霍次克海，经过三年时间返回了雅库茨克。
2001年，俄罗斯银行发行开拓西伯利亚的纪念币，其头像被刻在50卢布的纪念硬币上。